# Smile Down the Runway
Smile Down the Runway (ランウェイで笑って?, Ranwei de waratte, lett. "Sorridendo sulla passerella") è un manga scritto e disegnato da Kotoba Inoya, serializzato sulla rivista Weekly Shōnen Magazine di Kōdansha da maggio 2017. Un adattamento anime, prodotto da Ezo'la, è stato trasmesso in Giappone tra gennaio e marzo 2020.

## Personaggi
Ikuto Tsumura (都村 育人?, Tsumura Ikuto)
Doppiato da: Natsuki Hanae
Chiyuki Fujito (藤戸 千雪?, Fujito Chiyuki)
Doppiata da: Yumiri Hanamori
Kokoro Hasegawa (長谷川 心?, Hasegawa Kokoro)
Doppiata da: Ai Kayano
Tō Ayano (綾野 遠?, Ayano Tō)
Doppiato da: Ryōhei Kimura

## Media

### Manga
La serie è scritta e disegnata da Kotoba Inoya. La serializzazione è iniziata sulla rivista Weekly Shōnen Magazine di Kōdansha il 31 maggio 2017. I capitoli sono raccolti in volumi tankōbon dal 15 settembre 2017. In America del Nord i diritti sono stati acquistati da Kodansha USA.
In Italia la serie è stata annunciata al Lucca Comics & Games 2021 da Edizioni BD e pubblicata sotto l'etichetta J-Pop dal 25 maggio 2022 al 18 settembre 2024. La traduzione dei testi è stata curata da Mariangela Pompeo, mentre il lettering è stato realizzato da Maria Letizia Mirabella.

#### Volumi
| 1  | 15 settembre 2017 | ISBN 978-4-06-510130-8 | 25 maggio 2022    | ISBN 978-88-349-1019-1 |
| 1  | Capitoli - 1. (これは君の物語?, Kore wa kimi no monogatari) - 2. (これは僕の物語?, Kore wa boku no monogatari) - 3. (期待の逸材?, Kitai no itsuzai) - 4. (なりたがり?, Narita gari) - 5. (何者でもない?, Nanimono demonai) |                        |                   |                        |
| 2  | 17 novembre 2017 | ISBN 978-4-06-510370-8 | 22 giugno 2022    | ISBN 978-88-349-1053-5 |
| 2  | Capitoli - 6. (プロの現場?, Puro no genba) - 7. (これは僕の物語?, Tokuidesho?) - 8. (東京コレクション＠バックステージ/都村育人?, Tōkyō Korekushon@Bakkusutēji/Tsumura Ikuto) - 9. (東京コレクション＠オーディエンス 新沼文世?, Tōkyō Korekushon@Ōdiensu/Nīnuma Fumiyo) - 10. (東京コレクション＠ランウェイ/藤戸千雪?, Tōkyō Korekushon@Runway/Fujito Chiyuki) - 11. (東京コレクション＠ショータイム/ランウェイじゃ笑っちゃいけない?, Tōkyō Korekushon@ Shōtaimu/Runway ja waratcha ikenai) - 12. (東京コレクション＠フィナーレ/都村育人＆藤戸千雪?, Tōkyō Korekushon@Fināre/Tsumura Ikuto & Fujito Chiyuki) - 13. (今日が始まりの日?, Kyō ga hajimari no hi) - 14. (都村家の日常?, Tsumura no nichijō) |                        |                   |                        |
| 3  | 17 gennaio 2018 | ISBN 978-4-06-510758-4 | 27 luglio 2022    | ISBN 978-88-349-1081-8 |
| 3  | Capitoli - 15. (好きの先のなにか?, Suki no saki no nani ka) - 16. (決意のお話?, Ketsui no ohanashi) - 17. (シミュレーション?, Shimyurēshon) - 18. (無限に広がる世界?, Mugen ni hirogaru sekai) - 19. (瞬間?, Shunkan) - 20. (楽しくなりそう?, Tanoshiku nari sō) - 21. (トップの資質?, Toppu no shishitsu) - 22. (天賦の才?, Tenpunosai) |                        |                   |                        |
| 4  | 16 marzo 2018 | ISBN 978-4-06-511073-7 | 24 agosto 2022    | ISBN 978-88-349-1126-6 |
| 4  | Capitoli - 23. (コンプレックス?, Konpurekkusu) - 24. (これは僕の物語?, Wagamamana koto) - 25. (心の支え?, Kokoro no sasae) - 26. (弱虫の決意?, Yowamushi no ketsui) - 27. (アイデンティティー?, Aidentitī) - 28. (其々の流儀?, Sorezore no ryūgi) - 29. (お宅訪問?, Otaku hōmon) - 30. (等価交換?, Tōka kōkan) - 31. (コンセプト?, Konseputo) |                        |                   |                        |
| 5  | 17 maggio 2018 | ISBN 978-4-06-511413-1 | 28 settembre 2022 | ISBN 978-88-349-1148-8 |
| 5  | Capitoli - 32. (自分を信じろ?, Jibun o shinjiro) - 33. (優越感と劣等感?, Yūetsukan to retsutōkan) - 34. (甘美な誘い?, Kanbina sasoi) - 35. (Just a moment?) - 36. (私の"利"?, Watashi no "ri") - 37. (存在感?, Sonzai-kan) - 38. (業界の宝?, Gyōkai no takara) - 39. (大人の仕事?, Otona no shigoto) - 40. (憧れと才能と手段と?, Akogare to sainō to shudan to) |                        |                   |                        |
| 6  | 17 agosto 2018 | ISBN 978-4-06-511796-5 | 3 novembre 2022   | ISBN 978-88-349-1178-5 |
| 6  | Capitoli - 41. (忍び寄る魔の手?, Shinobiyoru ma no te) - 42. (君は何になりたいの？?, Kimi wa nani ni naritai no?) - 43. (頑張り屋さん?, Ganbari-ya-san) - 44. (優先順位のお話?, Yūsen jun'i no ohanashi) - 45. (母からの手紙?, Haha kara no tegami) - 46. (天秤?, Tenbin) - 47. (最適解?, Saiteki kai) - 48. (当然の報い?, Tōzen no mukui) - 49. (まるで台風?, Marude Taifū) - 50. (今日から君は?, Kyō kara kimi wa) |                        |                   |                        |
| 7  | 17 ottobre 2018 | ISBN 978-4-06-512997-5 | 30 novembre 2022  | ISBN 978-88-349-1216-4 |
| 7  | Capitoli - 51. (本気でやらなきゃ?, Honki de yaranakya) - 52. (嫌な性格?, Iyana seikaku) - 53. (ぶっ潰す?, Buttsubusu) - 54. (タイムフライズ?, Taimu Furaizu) - 55. (ライバルたち?, Raibaru-tachi) - 56. (プレリュード?, Pureryūdo) - 57. (スルーザファイアー?, Surū za Faiā) - 58. (勝ちも負けも?, Kachi mo make mo) - 59. (世界を旅する?, Sekai o tabi suru) |                        |                   |                        |
| 8  | 17 dicembre 2018 | ISBN 978-4-06-513490-0 | 21 dicembre 2022  | ISBN 978-88-349-1841-8 |
| 8  | Capitoli - 60. (勝ち気?, Kachiki) - 61. (仕方ないよね?, Shikatanai yo ne) - 62. (デザイナーとモデル?, Dezainā to Moderu) - 63. (敬語?, Keigo) - 64. (初めての?, Hajimete no) - 65. (一歩一歩?, Ippoippo) - 66. (キミにアンタに?, Kimi ni anta ni) - 67. (Déjà vu?) - 68. (聴こえる?, Kikoeru) |                        |                   |                        |
| 9  | 15 febbraio 2019 | ISBN 978-4-06-514129-8 | 11 gennaio 2023   | ISBN 978-88-349-1842-5 |
| 9  | Capitoli - 69. (出陣?, Shutsujin) - 70. (瞬く?, Matataku) - 71. (差し込む光?, Sashikomu hikari) - 72. (デザイナーの義務?, Dezainā no gimu) - 73. (メール?, Mēru) - 74. (盤上で笑って?, Banjō de waratte) - 75. (悩みノート?, Nayami nōto) - 76. (新しい仲間?, Atarashī nakama) - 77. (インターン?, Intān) |                        |                   |                        |
| 10 | 17 aprile 2019 | ISBN 978-4-06-514887-7 | 8 febbraio 2023   | ISBN 978-88-349-1843-2 |
| 10 | Capitoli - 78. (ムカつく一人称?, Mukatsuku ichininshō) - 79. (Aphro I dite?) - 80. (決別?, Ketsubetsu) - 81. (ジャンケン?, Janken) - 82. (引けない?, Hikenai) - 83. (片鱗?, Henrin) - 84. (意外?, Igai) - 85. (一つだけでも?, Hitotsu dake demo) - 86. (ドッキリ?, Dokkiri) |                        |                   |                        |
| 11 | 17 luglio 2019 | ISBN 978-4-06-515313-0 | 8 marzo 2023      | ISBN 978-88-349-1954-5 |
| 11 | Capitoli - 87. (指切り?, Yubikiri) - 88. (癪だろ？?, Shakudaro?) - 89. (幕開け?, Makuake) - 90. (ヤクソクの意味?, Yakusoku no imi) - 91. (満足ですか?, Manzokudesu ka) - 92. (カプセルコレクション?, Kapuseru Korekushon) - 93. (ちょっかい?, Chokkai) - 94. (パパラッチ?, Paparatchi) - 95. (ジグソーパズル?, Jigusō Pazuru) |                        |                   |                        |
| 12 | 17 settembre 2019 | ISBN 978-4-06-516792-2 | 5 aprile 2023     | ISBN 978-88-349-1970-5 |
| 12 | Capitoli - 96. (ニューヨーク?, Nyū Yōku) - 97. (いつかきっと?, Itsuka kitto) - 98. (モード?, Mōdo) - 99. (撮影終わり?, Satsuei owari) - 100. (悪い知らせ?, Warui shirase) - 101. (か細い糸?, Kabosoi ito) - 102. (親バカ?, Oya baka) - 103. (ミルネージュ?, Miru Nēju) - 104. (VS.?) |                        |                   |                        |
| 13 | 15 novembre 2019 | ISBN 978-4-06-517360-2 | 17 maggio 2023    | ISBN 978-88-349-2064-0 |
| 13 | Capitoli - 105. (背中越しの?, Senaka-goshi no) - 106. (ブランド名?, Burando-mei) - 107. (ダウト?, Dauto) - 108. (佐久間美依について?, Sakuma Mii ni tsuite) - 109. (競演?, Kyōen) - 110. (スタイリスト?, Sutairisuto) - 111. (TGC?) - 112. (私情と遠回り?, Shijō to tōmawari) - 113. (交渉?, Kōshō) |                        |                   |                        |
| 14 | 17 gennaio 2020 | ISBN 978-4-06-517886-7 | 14 giugno 2023    | ISBN 978-88-349-2091-6 |
| 14 | Capitoli - 114. スタイリストの矜持 (Sutairisuto no kyōji?) - 115. (回顧?, Kaiko) - 116. (繋がる?, Tsunagaru) - 117. (調子いい?, Chōshi ī) - 118. (そんなことよりも?, Son'na koto yori mo) - 119. (忖度?, Sontaku) - 120. (きっかけは?, Kikkake wa) - 121. (咲くか枯れるか?, Saku ka kareru ka) |                        |                   |                        |
| 15 | 17 marzo 2020 | ISBN 978-4-06-518683-1 | 5 luglio 2023     | ISBN 978-88-349-2227-9 |
| 15 | Capitoli - 122. (女神?, Megami) - 123. (誓い?, Chikai) - 124. (王子様?, Ōji-sama) - 125. (情景?, Jōkei) - 126. (頭のネジ?, Atama no neji) - 127. (ハイパーモデル?, Haipāmoderu) - 128. (無鉄砲?, Muteppō) - 129. (飛び出す光?, Tobidasu hikari) |                        |                   |                        |
| 16 | 17 giugno 2020 | ISBN 978-4-06-519182-8 | 20 settembre 2023 | ISBN 978-88-349-2228-6 |
| 16 | Capitoli - 130. (最先端?, Saisentan) - 131. (お仕事スイッチ?, Oshigoto suitchi) - 132. (親しみと憧れ?, Shitashimi to akogare) - 133. (目標個数?, Mokuhyō kosū) - 134. (溶け込む?, Tokekomu) - 135. (いいモデル?, Ī Moderu) - 136. (相当な運?, Sōtōna un) - 137. (雑念?, Zatsunen) - 138. (ここじゃなかったや?, Koko janakatta ya) |                        |                   |                        |
| 17 | 17 agosto 2020 | ISBN 978-4-06-520447-4 | 22 novembre 2023  | ISBN 978-88-349-2229-3 |
| 17 | Capitoli - 139. (2つのオーラ?, 2 tsu no Ōra) - 140. (憑依る?, Hyōiru) - 141. (存在感?, Sonzai-kan) - 142. (3つの質問?, 3 tsu no shitsumon) - 143. (SNS?) - 144. (追い込み?, Oikomi) - 145. (合同展示会?, Gōdō tenji kai) - 146. (抜け目ない?, Nukeme nai) - 147. (皮肉だね?, Hinikuda ne) |                        |                   |                        |
| 18 | 17 novembre 2020 | ISBN 978-4-06-521017-8 | 10 gennaio 2024   | ISBN 978-88-349-1283-6 |
| 18 | Capitoli - 148. (後継者?, Kōkei-sha) - 149. (証明?, Shōmei) - 150. (反省会?, Hansei-kai) - 151. (ドア越しの?, Doa goshi no) - 152. (1人じゃない?, 1 ri janai) - 153. (楽しいね?, Tanoshīne) - 154. (Gifted?) - 155. (イエス?, Iesu) - 156. (クビ?, Kubi) |                        |                   |                        |
| 19 | 15 gennaio 2021 | ISBN 978-4-06-521959-1 | 6 marzo 2024      | ISBN 978-88-349-1321-5 |
| 19 | Capitoli - 157. (バカね?, Bakane) - 158. (ハグ?, Hagu) - 159. (独立へ?, Dokuritsu e) - 160. (パリ?, Pari) - 161. (パタンナー候補?, Patan'nā kōho) - 162. (大事な話?, Daijina hanashi) - 163. (パターン勝負?, Patān shōbu) - 164. (俺のチームに?, Ore no Chīmu ni) - 165. (ウチのショー?, Uchi no Shō) |                        |                   |                        |
| 20 | 17 marzo 2021 | ISBN 978-4-06-522518-9 | 29 maggio 2024    | ISBN 978-88-349-1359-8 |
| 20 | Capitoli - 166. (ブランド名発表?, Burando mei happyō) - 167. (ベット?, Betto) - 168. (キャスティング?, Kyasutingu) - 169. (心外?, Shingai) - 170. (わかんないです?, Wakan'naidesu) - 171. (笑顔?, Egao) - 172. (東奔西走?, Tōhonseisō) - 173. (決定事項?, Kettei jikō) - 174. (非情な宣告?, Hijōna senkoku) |                        |                   |                        |
| 21 | 17 maggio 2021 | ISBN 978-4-06-523144-9 | 24 luglio 2024    | ISBN 978-88-349-2720-5 |
| 21 | Capitoli - 175. (もう?, Mō) - 176. (全然大丈夫?, Zenzen daijōbu) - 177. (強がり?, Tsuyogari) - 178. (ゆっくり、全部?, Yukkuri, zenbu) - 179. (言ってほしい?, Itte hoshī) - 180. (じゃないと?, Janaito) - 181. (自己嫌悪?, Jiko ken'o) - 182. (提示?, Teiji) - 183. (リフレイン?, Rifurein) |                        |                   |                        |
| 22 | 17 agosto 2021 | ISBN 978-4-06-524026-7 | 18 settembre 2024 | ISBN 978-88-349-2949-0 |
| 22 | Capitoli - 184. (これまでの?, Kore made no) - 185. (花丘真白の勝負?, Hanaoka Masshiro no shōbu) - 186. (横並び?, Yokonarabi) - 187. (張り合い?, Hariai) - 188. (兆し?, Kizashi) - 189. (...だと思う?, ...Da to omou) - 190. (約束守らないと?, Yakusoku mamoranaito) - 191. (主役?, Shuyaku) - 192. (わたしね?, Watashi ne) - 193. (ランウェイで笑って?, Runway de waratte) - 194. (これは2人の物語?, Kore wa 2-ri no monogatari) |                        |                   |                        |

### Anime

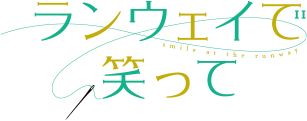
Logo della serie

Annunciato il 16 settembre 2019, un adattamento anime, prodotto da Ezo'la e diretto da Nobuyoshi Nagayama, è stato trasmesso in Giappone tra il 10 gennaio e il 27 marzo 2020. La composizione della serie è a cura di Tōko Machida, mentre la colonna sonora è stata composta da Shūji Katayama e Akinari Suzuki. Le sigle di apertura e chiusura sono rispettivamente Lion di Ami Sakaguchi e Ray of Light di Kim Jae-joong. In varie parti del mondo la serie è stata trasmessa in streaming in simulcast da Funimation.

#### Episodi
| Nº | Titolo italiano (traduzione letterale) Giapponese 「Kanji」 - Rōmaji              | In onda          | In onda |
| Nº | Titolo italiano (traduzione letterale) Giapponese 「Kanji」 - Rōmaji              | Giapponese       |         |
| 1  | Questa è la tua storia 「これは君の物語」 - Kore wa kimi no monogatari            | 10 gennaio 2020  |         |
| 2  | Il mondo professionale 「プロの世界」 - Puro no sekai                             | 17 gennaio 2020  |         |
| 3  | Sorridendo sulla passerella 「ランウェイで笑って」 - Ranwei de waratte            | 24 gennaio 2020  |         |
| 4  | Giovani talenti 「若き才能たち」 - Wakaki sainōtachi                              | 31 gennaio 2020  |         |
| 5  | Stili individuali 「それぞれの流儀」 - Sorezore no ryūgi                          | 7 febbraio 2020  |         |
| 6  | Complessi di superiorità e inferiorità 「優越感と劣等感」 - Yūetsukan to rettōkan | 14 febbraio 2020 |         |
| 7  | Aura 「存在感」 - Ōra                                                             | 21 febbraio 2020 |         |
| 8  | Le capacità di un designer 「デザイナーの器」 - Dezainā no utsuwa                 | 28 febbraio 2020 |         |
| 9  | Rivale 「好敵手」 - Raibaru                                                       | 6 marzo 2020     |         |
| 10 | Non posso perdere 「負けられない」 - Makerarenai                                  | 13 marzo 2020    |         |
| 11 | Promessa 「約束」 - Yakusoku                                                      | 20 marzo 2020    |         |
| 12 | Questa è la mia storia 「これは僕の物語」 - Kore wa boku no monogatari            | 27 marzo 2020    |         |